# There is nothing (album van Ozric Tentacles)
There is nothing is het derde studioalbum van Ozric Tentacles. De band zat nog steeds zonder platencontract en moest ook dit album op concerten verkopen en via postorder. Het album moest het doen zonder een compositie gelieerd aan 'Erp', een soort mascotte van de band. Sommige titels zijn onnavolgbaar. Het plaatje werd later opgenomen in de box Vitamins enhanced en verscheen weer later als twee-voor-de-prijs-van-een samen met Live ethereal cereal. 

## Musici
Gegevens ontbreken, maar er kan ervan uitgegaan worden dat de volgende lieden speelden
- Ed Wynne – gitaar
- Roly Wynne – basgitaar
- Joie Hinton – toetsinstrumenten
- Paul Hankin – percussie
- Nick van Gelder – slagwerk

## Muziek
| Nr. | Titel                                              | Duur  |
| --- | -------------------------------------------------- | ----- |
| 1.  | The sacred turf (Ed Wynne, van Gelder, Hinton)     | 3:14  |
| 2.  | O-I (Ed Wynne, Roly Wynne, van gelder)             | 4:42  |
| 3.  | Jabular (Ed Wynne)                                 | 3:52  |
| 4.  | Staring at the moon (Ed Wynne, Hinton)             | 4:47  |
| 5.  | Airy area (Ed Wynne)                               | 3:44  |
| 6.  | Travelling the great circle (Ed Wynne, van Gelder) | 4:05  |
| 7.  | Imhotep (Ed Wynne, van Gelder)                     | 11:56 |
| 8.  | Thrashing breath texture (Ed Wynne)                | 3:31  |
| 9.  | Crab Nebula (Ed Wynne, Smith)                      | 5:39  |
| 10. | Lull your skull (Ed Wynne)                         | 3:01  |
| 11. | Invisible carpet (Ed Wynne, van Gelder)            | 5:47  |
| 12. | The eternal wheel (Ed Wynne)                       | 9:53  |
| 13. | Kola B’Bep (Ed Wynne)                              | 6:36  |
| 14. | There is nothing (Ed Wynne, Hankin)                | 1:19  |

CD1: Erpsongs · CD2: Tantric obstacles · CD3: Live ethereal cereal · CD4: There is nothing · CD5: Sliding gliding worlds · CD6: The bits between the bits